# Sněžana
Sněžana je ženské křestní jméno slovanského původu. Pochází od slova sníh a vykládá se jako zasněžená. Podle chorvatského kalendáře jméno slaví svátek buďto dne 5. srpna, nebo 21. prosince. Jméno je běžné zejména v zemích bývalé Jugoslávie. Srbská podoba tohoto jména je Snežana, chorvatská je Snježana nebo řidčeji také Sniježana, Snježa nebo Snješka.
Mužská podoba tohoto jména je Sněžan – chorvatsky Snježan a srbsky Snežan. Tato podoba je však mnohem méně početná.

## Domácké podoby
Mezi domácké podoby jména Sněžana patří – Sněža, Sněžka, Sněžanka, Sněžička, Sněžinka, Sněžanda, Žanka, Žana, Žanda, Žanička, Žanuška.

## Počet nositelek
V Chorvatsku bylo k roku 2014 jméno Snježana 37. nejčastějším křestním jménem, v Srbsku bylo jméno Snežana 18. nejčastějším jménem. V Severní Makedonii je jméno Snežana dokonce třetím nejčastějším křestním jménem, v Černé Hoře je na 52. místě.
| Počet    | Počet      | Počet  | Počet     | Počet               | Počet      | Počet   | Počet             |
|          | Chorvatsko | Srbsko | Slovinsko | Bosna a Hercegovina | Černá Hora | Kosovo  | Severní Makedonie |
| -------- | ---------- | ------ | --------- | ------------------- | ---------- | ------- | ----------------- |
| Snježana | 20 985     | 726    | 462       | 5 801               | 83         | 3       | 2                 |
| Snežana  | 1 605      | 53 644 | 1 019     | 3 460               | 2 423      | 1 306   | 14 971            |
| Pořadí   |            |        |           |                     |            |         |                   |
|          | Chorvatsko | Srbsko | Slovinsko | Bosna a Hercegovina | Černá Hora | Kosovo  | Severní Makedonie |
| Snježana | 37.        | 849.   | 644.      | 139.                | 977.       | 13 695. | 12 250.           |
| Snežana  | 392.       | 18.    | 407.      | 277.                | 52.        | 355.    | 3.                |

## Významné osobnosti
- Snježana Abramovićová Milkovićová – chorvatská tanečnice a choreografka
- Snežana Aleksićová – černohorská hráčka basketbalu
- Snežana Babićová – srbská zpěvačka a herečka
- Snježana Babićová-Višnjićová – chorvatská spisovatelka
- Snježana Banovićová – chorvatská filmová režisérka
- Snježana Bažajová – chorvatská šachistka
- Snežana Bogdanovićová – srbská herečka
- Snežana Đurišićová – srbská folková zpěvačka
- Snežana Hrepevniková – srbská skokanka do výšky
- Snježana Kordićová – chorvatská lingvistka, slavistka a vysokoškolská pedagožka
- Snježana Kuleševićová-Součková – chorvatská spisovatelka
- Snežana Malovićová – srbská politička a bývalá ministryně spravedlnosti
- Snežana Maleševićová – slovinská fotbalistka
- Snežana Nikšićová – srbská herečka
- Snežana Pajkićová – srbská atletka a běžkyně
- Snežana Pantićová – srbská karatistka
- Snježana Pejčićová – chorvatská sportovní střelkyně
- Snježana Petiková – chorvatská házenkářka
- Snežana Proroková – bosenská vítězka Miss Bosny a Hercegoviny 2010
- Snežana Rakonjacová – černohorská novinářka a editorka
- Snežana Rodićová – slovinská atletka a trojskokanka
- Snežana Samardžićová-Markovićová – srbská politička
- Snježana Sinovčićová-Šiškovová – chorvatská herečka
- Snježana Tribusonová – chorvatská scenáristka, režisérka a herečka
- Snežana Zorićová – srbská hráčka basketbalu